# Christiansborg

Christiansborg

Christiansborg je bývalý královský palác a do roku 1794 královská rezidence dánských králů v Kodani, v současnosti pak sídlo dánského parlamentu (Folketingu), Úřadu vlády a muzea. Palácový komplex se nachází na poloostrově Slotsholmen (Poloostrov paláců).

## Historie
Na místě současného paláce vybudoval již v roce 1167 Absalon, biskup z Roskilde sídlo, opevněné 6-7 m vysokou hradbou a sestávající z několika budov, v jejichž středu se nacházel zámecký kostel. Pozůstatky tohoto sídla byly odkryty při stavebních pracích v roce 1907. V roce 1369 byl tento zámek zbořen a vystavěn nový, jenž přešel v roce 1416 do vlastnictví dánské koruny a stal se sídlem dánských králů, kteří přesídlili do Kodaně a učinili z ní hlavní město Dánska. Hlavní částí zámku byla tzv. Modrá věž (Blåtårn), kolem níž se nacházely další bašty a stavby, budované do počátku 18. století.

### První Christiansborg

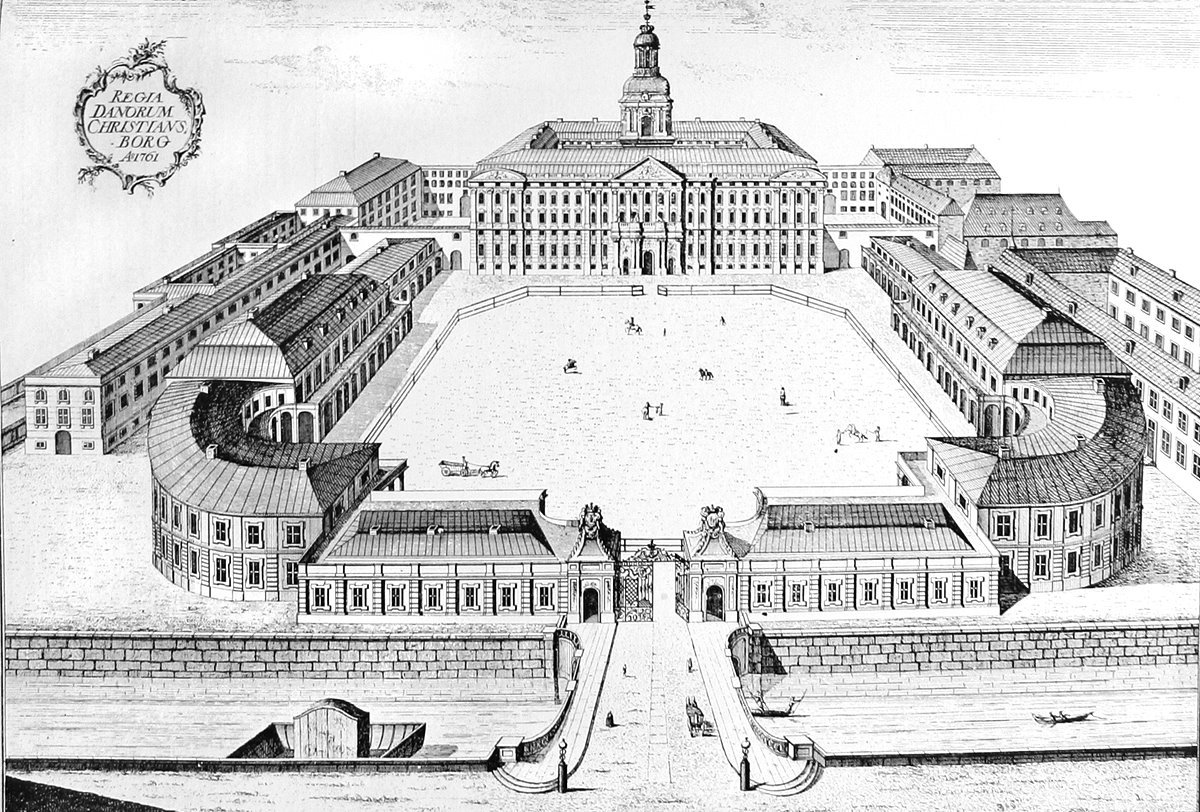
První Christiansborg, 1761

V roce 1731 král Kristián VI. nařídil zbořit starý zámek; na jeho místě pak v letech 1733–1766 vyrostl nový palác, tzv. první Christianborg, který dostal jméno po králi. Stavba byla vybudována podle projektu Eliase Häussera ve stylu vídeňského baroka smíšeného s francouzským rokokem. Měla kvadratický půdorys s vnitřním nádvořím a prostorem pro jezdecké přehlídky. Interiéry projektovali nejlepší dánští architekti, Laurids de Thurah a Nikolai Eigtved. Palác padl za oběť požáru 26. ledna roku 1794 a dánská královská rodina přenesla své kodaňské sídlo do nově postaveného Amalienborgu.

### Druhý Christiansborg

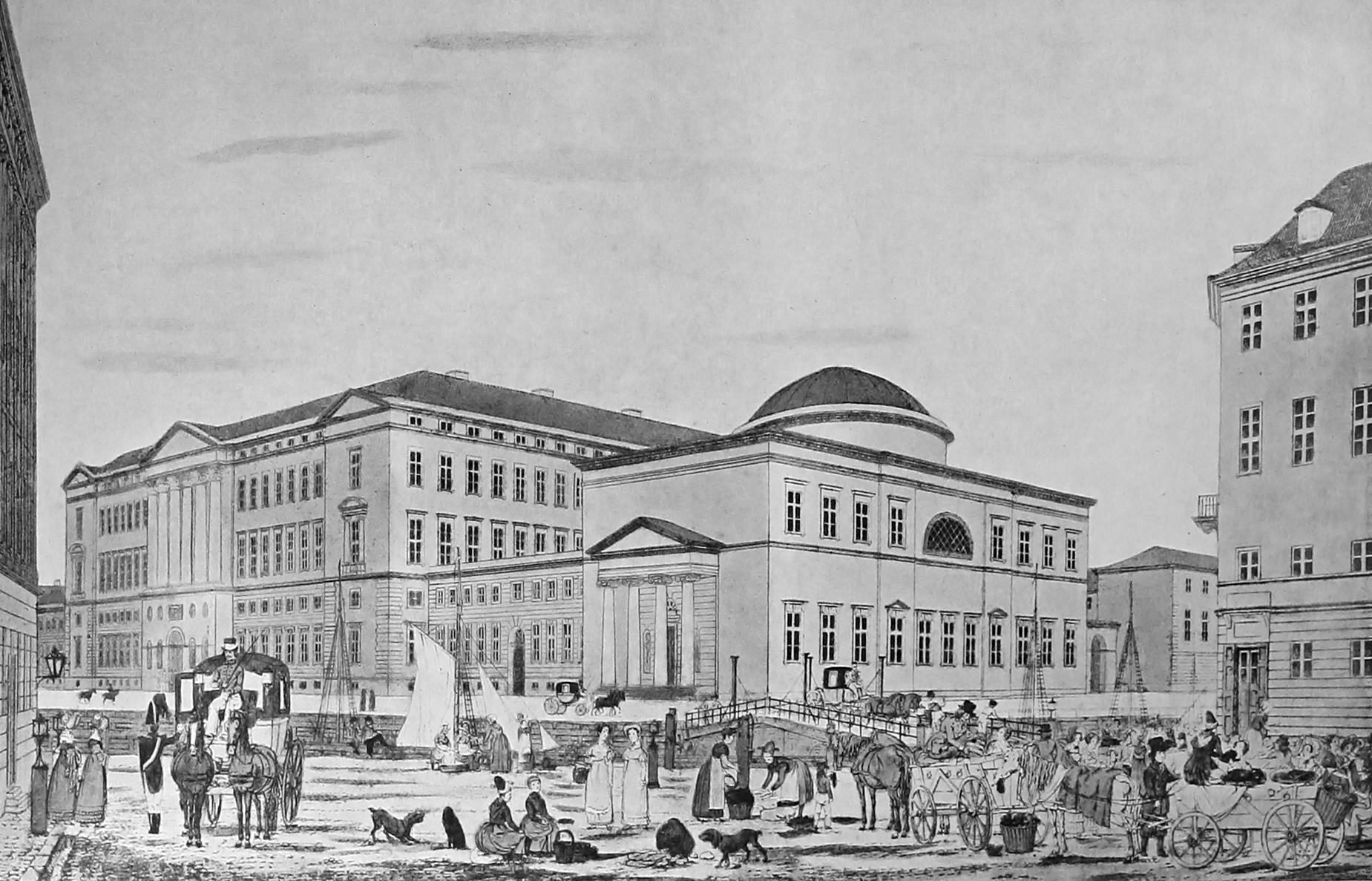
Druhý Christiansborg, 1837

Tzv. druhý Christiansborg byl vybudován v letech 1803–1828 podle klasicistního projektu C. F. Hansena, včetně zámeckého kostela, v němž se v roce 1767 konala korunovace Kristiána VII. a jeho manželky Karoliny Matyldy. Christiansborg se měl opět stát královskou rezidencí, ale po Frederikovi VII., který v paláci sídlil, všichni další dánští monarchové si vybrali za své sídlo Amalienborg. 21. března roku 1848 Frederik VII. v Christiansborgu přijal deputaci kodaňského magistrátu s prosbou o přijetí konstituce, s čímž monarcha souhlasil, zakončiv tak téměř dvě století dánské absolutní monarchie. Od roku 1849 je Christiansborg sídlem parlamentu (Folketingu).

### Třetí Christiansborg

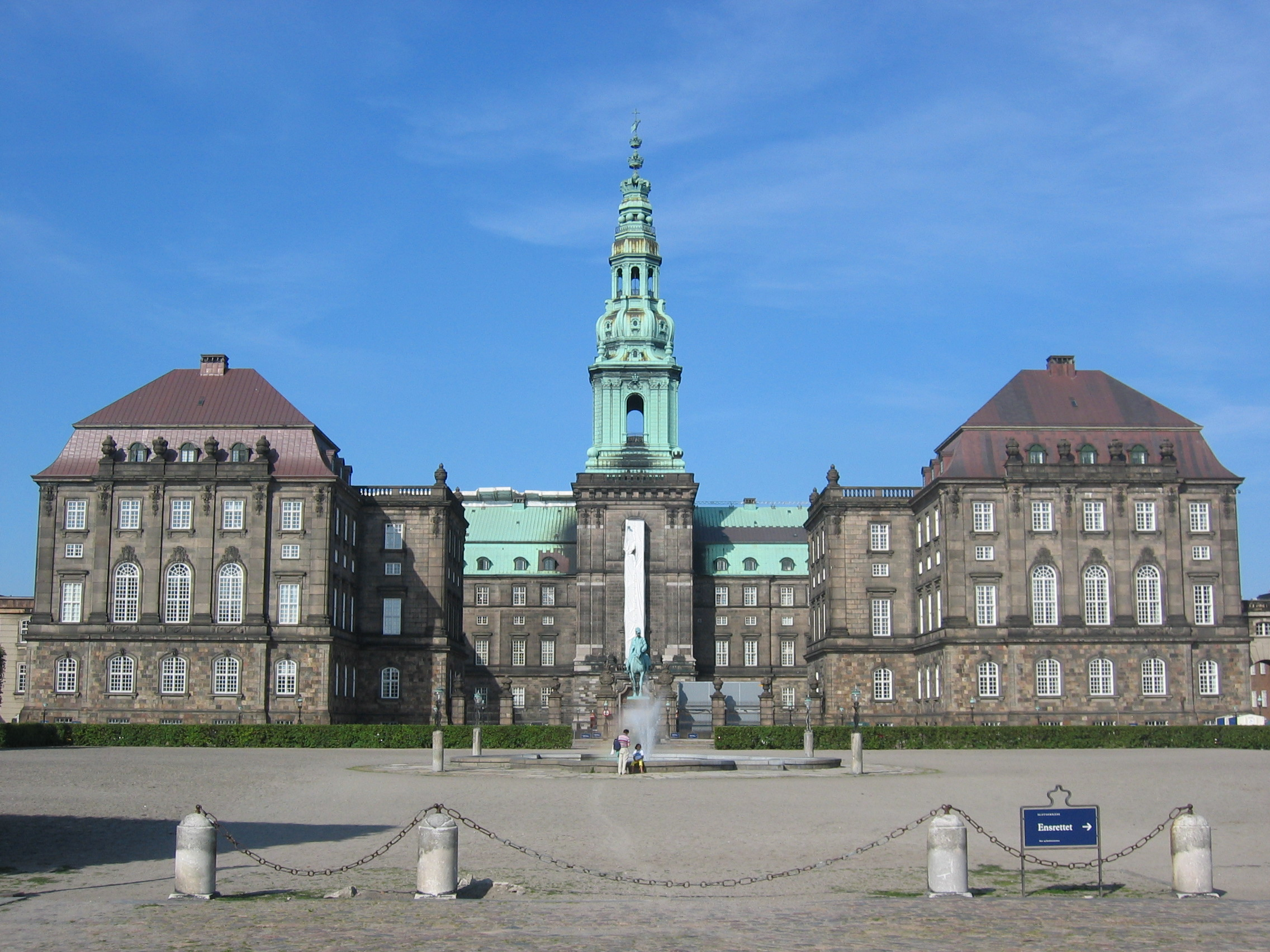
Třetí Christiansborg

Palác znovu vzplanul v roce 1884 a byl rekonstruován v letech 1907-1928 podle projektu architekta Thorvalda Jørgensena jako tzv. třetí Christiansborg. Stavba dostala opět věže, které byly v předchozím projektu sneseny. S předpokladem návratu dánské královské rodiny do paláce zde byly upraveny královské apartmány, avšak Kristián X. tento návrh v roce 1921 zamítl. V paláci byl v roce 1933 zřízen trůnní sál, v němž byly instalovány královské trůny zachráněné při požáru v roce 1884. Z balkónu trůnního sálu byla v roce 1947 ohlášena intronizace Frederika IX. a v roce 1972 Markéty II.

## Současná podoba paláce
Palácový komplex vedle vlastního paláce, který je v něm největší a nejvýznamnější stavbou, zahrnuje i řadu dalších budov:
- Palácový kostel (Christiansborg Slotskirke), vystavěný v roce 1826 podle projektu C. F. Hansena. Šťastnou náhodou nebyl zasažen požárem v roce 1884 a zachoval si původní klasicistní vzhled, byl však poškozen v roce 1992 dalším požárem.
- Jezdecké náměstí na jižní straně komplexu, obklopené rokokovými pavilony, v nichž jsou mj. umístěny Muzeum královských stájí a kočárů a Muzeum divadla.
- Muzeum Thorvaldsena, nacházející se za palácovým kostelem

Na druhé straně ulice, v nejbližším sousedství Christiansborgu na Slotsholmen se dále nacházejí:
- Státní archiv a budovy Královské knihovny
- Zbrojnice a další muzea
- budova Burzy

Slotsholmen je se zbytkem města spojen devíti mosty, z nichž nejvýznamnější je Mramorový most (Marmorbroen) na jihozápadní části poloostrova.

## Zajímavosti
Při stavbě byl použit i pískovec těžený v oblasti Českého Švýcarska.